# Ivan Eklind

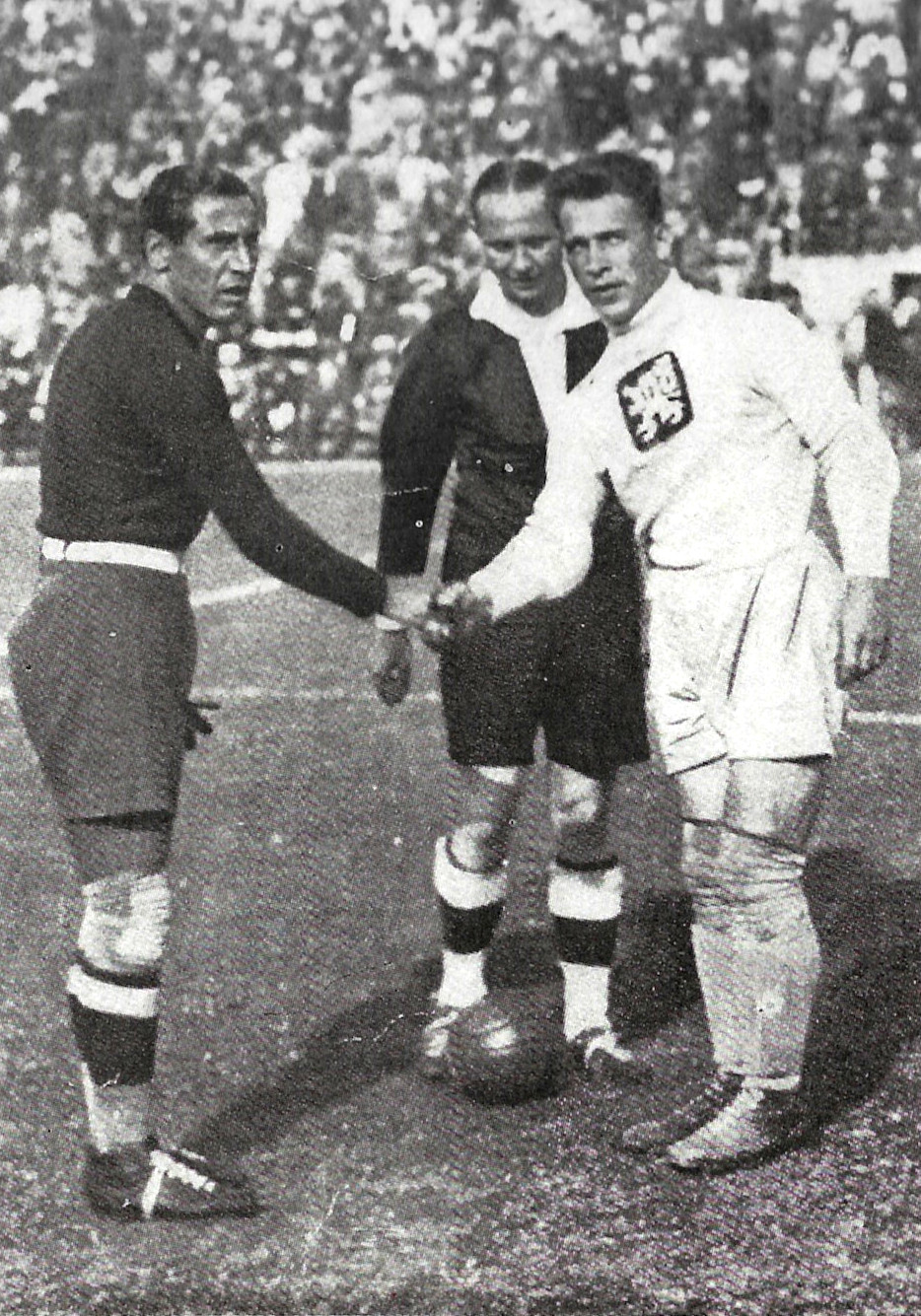
Eklind (m.) zusammen mit Gianpiero Combi (l.) und František Plánička (r.) vor dem WM-Finale 1934

Ivan Henning Hjalmar Eklind (* 15. Oktober 1905 in Stockholm; † 23. Juli 1981) war ein schwedischer Fußballschiedsrichter, der besonders durch seine Tätigkeit bei der Weltmeisterschaft 1934 in Italien, seiner ersten von drei WM-Teilnahmen, ins Blickfeld der Öffentlichkeit geriet.

## Weltmeisterschaft 1934
Bei der Fußball-Weltmeisterschaft 1934 pfiff Eklind zunächst das Achtelfinale zwischen der Schweiz und den Niederlanden, das 3:2 endete. Im Halbfinale wurde er im Spiel Italiens gegen Österreich eingesetzt, gemeinsam mit den Linienrichtern Louis Baert (Belgien) und Bohumil Ženíšek (Tschechoslowakei). Das Spiel im Mailänder San Siro endete 1:0 für die WM-Gastgeber. Das entscheidende Tor erzielte Enrique Guaita; dem Siegtreffer war allerdings ein von Eklind nicht geahndetes Foul von Giuseppe Meazza an Torhüter Peter Platzer vorausgegangen: er bugsierte den Tormann samt dem bereits gefangenen Ball mit einem Körperstoß über die Torlinie. Eine Torchance der Österreicher verhinderte Eklind, indem er selbst den Ball wegköpfte.
Eklind durfte trotz – oder wegen – dieser Leistung auch das Finale in Rom zwischen Italien und der Tschechoslowakei pfeifen. Erneut war der Belgier Baert an einer der Linien; an der anderen Seite stand der Ungar Mihály Iváncsics. Auch in diesem Endspiel soll Eklind einige fragwürdige Entscheidungen getroffen haben; so erhielten die Tschechoslowaken keinen Strafstoß, nachdem Eraldo Monzeglio Antonín Puč im Strafraum gefoult hatte; Italien gewann nach Verlängerung mit 2:1 und war erstmals Weltmeister.
Nach der WM 1934 gab es Vorwürfe, Eklind sei von den italienischen Gastgebern bestochen worden. Vor dem Halbfinale gegen Österreich war er Gast des faschistischen Diktators Benito Mussolini gewesen. Die Vorwürfe trafen allerdings nicht nur Eklind, sondern auch andere WM-Schiedsrichter wie den Belgier Louis Baert und den Schweizer René Mercet.

## Weitere Karriere
Auch 1938 bei der Weltmeisterschaft in Frankreich war Eklind im Einsatz. Hier leitete er in der ersten Runde die Begegnung Brasilien gegen Polen (6:5 nach Verlängerung) sowie den 4:2-Sieg der Schweiz im Wiederholungsspiel gegen die Mannschaft aus dem Deutschen Reich. Im Viertelfinalspiel des amtierenden Weltmeisters und späteren erfolgreichen Titelverteidigers Italien gegen Gastgeber Frankreich (3:1) war er als Linienrichter Assistent von Louis Baert.
1950 in Brasilien leitete er das Gruppenspiel zwischen der Schweiz und Mexiko, das die Schweiz mit 2:1 für sich entschied.